# Olympia-Bobbahn Rießersee
Olympia-Bobbahn Rießersee – tor bobslejowy znajdujący się w miejscowości Garmisch-Partenkirchen w Niemczech.

## Historia
Budowa toru rozpoczęła się w 1909 roku, a już rok później ogłoszono oficjalne zakończenie budowy toru o długości 1400 mtrów. Inauguracja na torze Olympia-Bobbahn Rießersee odbyła się 7 lutego 1910 roku, kiedy to rozegrano zawody, w których wzięło udział siedem drużyn. Do zimy sezonu 1913/1914 tor jest często używany do zawodów, utrzymywany jest przez miejscowy klub. W czasie I Wojny Światowej tor Rießersee przestaje być używany i do roku 1920 niszczeje.
26 grudnia 1920 roku rozpoczął się remont toru, w 1921 tor został przejęty przez klub SC Riessersee.
Kolejnym impulsem do przebudowy toru było przyznanie Garmisch-Partenkirchen prawa do organizacji Zimowych Igrzysk Olimpijskich 1936. Wtedy to długość toru zwiększyła się do 1640 metrów.  W latach 1953, 1958, 1962 na torze odbyły się mistrzostwa świata FIBT.
Ostatnie zawody na torze Olympia-Bobbahn Rießersee odbyły się w 1966 roku – był to mistrzostwa Europy. Rozegrano wtedy tylko konkurencję dwójek, czwórki odwołano ze względu na zbyt wysoką temperaturę.
Najwyższa osiągnięta prędkość na torze Olympia-Bobbahn Rießersee wyniosła 120 km/h.
W roku 2006 obiekt został odnowiony i powstało tutaj muzeum.

### Wypadki śmiertelne
Na torze miały miejsce cztery wypadki, podczas których śmierć ponieśli:
- 5 stycznia 1911 podczas treningu – N. Oberrüber z Niemiec
- 1931 – Leonhard Lang
- 7 stycznia 1951 – Rolf Odenrick ze Szwecji
- 31 stycznia 1953 – Felix Endrich ze Szwajcarii

## Muzeum
W 2002 roku z inicjatywy Konrada Spiesa zaczęto przekształcać zniszczony obiekt w muzeum. W 2006 roku muzeum zostało otwarte, znajduje się tam obecnie m.in. 17 zabytkowych bobslejów.